# Svetovno prvenstvo v hokeju na ledu 2008 - elitna divizija, postave

## Skupina A

### Švedska[1]
- Selektor:  Bengt-Åke Gustafsson

| Položaj | #  | Igralec           | Moštvo              |
| ------- | -- | ----------------- | ------------------- |
| GK      | 1  | Stefan Liv        | HV71                |
| GK      | 30 | Henrik Lundqvist  | New York Rangers    |
| GK      | 32 | Mikael Tellqvist  | Phoenix Coyotes     |
| D       | 2  | Douglas Murray    | San Jose Sharks     |
| D       | 5  | Daniel Fernholm   | Linköping HC        |
| D       | 6  | Magnus Johansson  | Florida Panthers    |
| D       | 7  | Niclas Wallin     | Carolina Hurricanes |
| D       | 23 | Alexander Edler   | Vancouver Canucks   |
| D       | 24 | Jonas Frögren     | Färjestads BK       |
| D       | 29 | Kenny Jönsson     | Rögle BK            |
| D       | 36 | Anton Strålman    | Toronto Maple Leafs |
| F       | 3  | Nils Ekman        | HC Atlant Moskva    |
| F       | 9  | Tony Mårtensson   | Linköping HC        |
| F       | 10 | Patric Hörnqvist  | Djurgårdens IF      |
| F       | 12 | Karl Fabricius    | Frölunda HC         |
| F       | 15 | Rickard Wallin    | Färjestads BK       |
| F       | 16 | Johan Andersson   | Timrå IK            |
| F       | 17 | Michael Holmqvist | Frölunda HC         |
| F       | 19 | Nicklas Bäckström | Washington Capitals |
| F       | 26 | Marcus Nilson     | Calgary Flames      |
| F       | 27 | Robert Nilsson    | Edmonton Oilers     |
| F       | 41 | Daniel Widing     | Brynäs IF           |
| F       | 79 | Fredrik Warg      | Modo Hockey         |
| F       | 80 | Mattias Weinhandl | Linköping HC        |
| F       | 97 | Per Ledin         | HV71                |

### Švica[2]
- Selektor:  Ralph Krueger

| Položaj | #  | Igralec               | Moštvo             |
| ------- | -- | --------------------- | ------------------ |
| GK      | 1  | Jonas Hiller          | Anaheim Ducks      |
| GK      | 26 | Martin Gerber         | Ottawa Senators    |
| GK      | 66 | Ronnie Rueger         | Kloten Flyers      |
| D       | 2  | Beat Gerber           | SC Bern            |
| D       | 3  | Julien Vauclair       | HC Lugano          |
| D       | 5  | Severin Blindenbacher | ZSC Lions          |
| D       | 16 | Raphael Díaz          | EV Zug             |
| D       | 29 | Beat Forster          | ZSC Lions          |
| D       | 31 | Mathias Seger         | ZSC Lions          |
| D       | 54 | Philippe Furrer       | SC Bern            |
| D       | 57 | Goran Bezina          | Genève-Servette HC |
| F       | 10 | Andres Ambühl         | HC Davos           |
| F       | 14 | Roman Wick            | Kloten Flyers      |
| F       | 15 | Paul DiPietro         | EV Zug             |
| F       | 18 | Thomas Déruns         | Genève-Servette HC |
| F       | 23 | Thierry Paterlini     | HC Lugano          |
| F       | 25 | Thibaut Monnet        | ZSC Lions          |
| F       | 35 | Sandy Jeannin         | HC Lugano          |
| F       | 36 | Marc Reichert         | SC Bern            |
| F       | 38 | Thomas Ziegler        | SC Bern            |
| F       | 39 | Raffaele Sannitz      | HC Lugano          |
| F       | 61 | Patrik Bärtschi       | SC Bern            |
| F       | 67 | Romano Lemm           | Kloten Flyers      |
| F       | 86 | Julien Sprunger       | Fribourg-Gottéron  |
| F       | 94 | Peter Guggisberg      | HC Davos           |

### Belorusija[3]
- Selektor:  Curt Fraser

| Položaj | #  | Igralec              | Moštvo                  |
| ------- | -- | -------------------- | ----------------------- |
| GK      | 1  | Vitali Koval         | HK Gomel                |
| GK      | 20 | Dmitrij Milhakov     | HK Vitebsk              |
| GK      | 33 | Stepan Gorjačevskikh | Yunost Minsk            |
| D       | 3  | Oleg Leontiev        | Yunost Minsk            |
| D       | 4  | Aleksander Makricki  | Keramin Minsk           |
| D       | 7  | Vladimir Denisov     | Lake Erie Monsters      |
| D       | 24 | Ruslan Salei         | Colorado Avalanche      |
| D       | 25 | Sergei Kolosov       | HC Dinamo Minsk         |
| D       | 27 | Aleksander Žurik     | HC Dinamo Minsk         |
| D       | 29 | Andrei Baško         | Metallurg Zhlobin       |
| D       | 43 | Viktor Kostjučenok   | Yunost Minsk            |
| F       | 8  | Andrei Mikhalev      | Keramin Minsk           |
| F       | 10 | Oleg Antonenko       | HC MVD Moscow Oblast    |
| F       | 11 | Aleksander Kulakov   | HC Dynamo Minsk         |
| F       | 18 | Aleksei Ugarov       | Neftekhimik Nizhnekamsk |
| F       | 19 | Dmitri Meleško       | Spartak Moscow          |
| F       | 22 | Sergei Zadelenov     | HK Gomel                |
| F       | 23 | Andrei Kosticin      | Montreal Canadiens      |
| F       | 28 | Konstantin Kolcov    | Salavat Yulaev Ufa      |
| F       | 68 | Jaroslav Čupris      | Keramin Minsk           |
| F       | 71 | Aleksei Kaljužni     | Avangard Omsk           |
| F       | 74 | Sergei Kosticin      | Montreal Canadiens      |
| F       | 77 | Dmitri Dudik         | HC Dynamo Minsk         |
| F       | 84 | Mikhail Grabovski    | Montreal Canadiens      |
| F       | 93 | Evgeni Kurilin       | HC Dynamo Minsk         |

### Francija[4]
- Selektor:  Dave Henderson

| Položaj | #  | Igralec                  | Moštvo             |
| ------- | -- | ------------------------ | ------------------ |
| GK      | 1  | Eddy Ferhi               | Grenoble           |
| GK      | 39 | Cristobal Huet           | Chicago Blackhawks |
| GK      | 42 | Fabrice Lhenry           | Esbjerg            |
| D       | 3  | Vincent Bachet           | Amiens             |
| D       | 16 | Benoit Quessandier       | Rouen              |
| D       | 27 | Baptiste Amar            | Grenoble           |
| D       | 29 | Mathieu Mille            | Morzine            |
| D       | 55 | Jean-François Bonnard    | Grenoble           |
| D       | 72 | Simon Lacroix            | Angers             |
| D       | 74 | Nicolas Besch            | Sport              |
| D       | 87 | Teddy Trabichet          | Grenoble           |
| F       | 7  | Yorick Treille           | ERC Ingolstadt     |
| F       | 10 | Laurent Meunier          | Genève-Servette HC |
| F       | 11 | François Rozenthal       | Morzine            |
| F       | 13 | Jonathan Zwickel         | Morzine            |
| F       | 18 | Luc Tardif               | Morzine            |
| F       | 19 | Olivier Coqueux          | Esbjerg            |
| F       | 20 | Damien Raux              | Briançon           |
| F       | 24 | Julien Desrosiers        | Rouen              |
| F       | 26 | Antoine Lussier          | La Chaux-de-Fonds  |
| F       | 28 | Laurent Gras             | Amiens             |
| F       | 41 | Pierre-Édouard Bellemare | Leksands IF        |
| F       | 71 | Sébastien Bordeleau      | SC Bern            |
| F       | 77 | Sacha Treille            | Grenoble           |
| F       | 84 | Kévin Hecquefeuille      | Grenoble           |

## Skupina B

### Kanada[5]
- Selektor:  Ken Hitchcock

| Položaj | #  | Igralec          | Moštvo                |
| ------- | -- | ---------------- | --------------------- |
| GK      | 30 | Cam Ward         | Carolina Hurricanes   |
| GK      | 31 | Pascal Leclaire  | Columbus Blue Jackets |
| GK      | 32 | Mathieu Garon    | Edmonton Oilers       |
| D       | 2  | Dan Hamhuis      | Nashville Predators   |
| D       | 4  | Jay Bouwmeester  | Florida Panthers      |
| D       | 8  | Brent Burns      | Minnesota Wild        |
| D       | 22 | Duncan Keith     | Chicago Blackhawks    |
| D       | 24 | Steve Staios     | Edmonton Oilers       |
| D       | 52 | Mike Green       | Washington Capitals   |
| D       | 55 | Ed Jovanovski    | Phoenix Coyotes       |
| F       | 9  | Derek Roy        | Buffalo Sabres        |
| F       | 10 | Patrick Sharp    | Chicago Blackhawks    |
| F       | 12 | Eric Staal       | Carolina Hurricanes   |
| F       | 14 | Chris Kunitz     | Anaheim Ducks         |
| F       | 15 | Dany Heatley     | Ottawa Senators       |
| F       | 16 | Jonathan Toews   | Chicago Blackhawks    |
| F       | 19 | Shane Doan       | Phoenix Coyotes       |
| F       | 21 | Jamal Mayers     | St. Louis Blues       |
| F       | 25 | Jason Chimera    | Columbus Blue Jackets |
| F       | 26 | Martin St. Louis | Tampa Bay Lightning   |
| F       | 51 | Ryan Getzlaf     | Anaheim Ducks         |
| F       | 61 | Rick Nash        | Columbus Blue Jackets |
| F       | 89 | Sam Gagner       | Edmonton Oilers       |
| F       | 91 | Jason Spezza     | Ottawa Senators       |

### ZDA[6]
- Selektor:  John Tortorella

| Položaj | #  | Igralec            | Moštvo              |
| ------- | -- | ------------------ | ------------------- |
| GK      | 1  | Craig Anderson     | Florida Panthers    |
| GK      | 30 | Tim Thomas         | Boston Bruins       |
| GK      | 35 | Robert Esche       | Ak Bars Kazan       |
| D       | 2  | Keith Ballard      | Phoenix Coyotes     |
| D       | 4  | Jordan Leopold     | Colorado Avalanche  |
| D       | 5  | Matt Greene        | Edmonton Oilers     |
| D       | 6  | Tim Gleason        | Carolina Hurricanes |
| D       | 10 | Paul Martin        | New Jersey Devils   |
| D       | 22 | Mark Stuart        | Boston Bruins       |
| D       | 43 | James Wisniewski   | Chicago Blackhawks  |
| D       | 77 | Tom Gilbert        | Edmonton Oilers     |
| F       | 7  | David Booth        | Florida Panthers    |
| F       | 8  | Phil Kessel        | Boston Bruins       |
| F       | 9  | Patrick O'Sullivan | Los Angeles Kings   |
| F       | 11 | Jeff Halpern       | Tampa Bay Lightning |
| F       | 12 | Lee Stempniak      | St. Louis Blues     |
| F       | 16 | Brandon Dubinsky   | New York Rangers    |
| F       | 17 | Zach Parise        | New Jersey Devils   |
| F       | 19 | Drew Stafford      | Buffalo Sabres      |
| F       | 23 | Dustin Brown       | Los Angeles Kings   |
| F       | 29 | Jason Pominville   | Buffalo Sabres      |
| F       | 37 | Adam Burish        | Chicago Blackhawks  |
| F       | 42 | David Backes       | St. Louis Blues     |
| F       | 83 | Patrick Kane       | Chicago Blackhawks  |
| F       | 88 | Peter Mueller      | Phoenix Coyotes     |

### Latvija[7]
- Selektor:  Oļegs Znaroks

| Položaj | #  | Igralec                | Moštvo                    |
| ------- | -- | ---------------------- | ------------------------- |
| GK      | 1  | Dmitrijs Žabotinskis   | Liepājas Metalurgs        |
| D       | 2  | Rodrigo Laviņš         | Södertälje SK             |
| D       | 3  | Arvīds Reķis           | Augsburger Panther        |
| D       | 4  | Agris Saviels          | Odense Bulldogs           |
| D       | 13 | Guntis Galviņš         | Alba Volán Székesfehérvár |
| D       | 15 | Aleksandrs Jerofejevs  | HC Sparta Praha           |
| D       | 18 | Georgijs Pujacs        | HC Lada Togliatti         |
| D       | 20 | Jēkabs Rēdlihs         | HC Lasselsberger Plzeň    |
| D       | 25 | Krišjānis Rēdlihs      | Hamburg Freezers          |
| F       | 5  | Jānis Sprukts          | Lukko Rauma               |
| F       | 6  | Juris Štāls            | HK Rīga 2000              |
| F       | 8  | Viktors Bļinovs        | HK Gomel                  |
| F       | 10 | Lauris Dārziņš         | HK Gomel                  |
| F       | 11 | Kaspars Daugaviņš      | Binghamton Senators       |
| F       | 12 | Herberts Vasiļjevs     | Krefeld Pinguine          |
| F       | 16 | Aleksejs Širokovs      | Metalurg Zhlobin          |
| F       | 17 | Aleksandrs Ņiživijs    | Torpedo Nizhny Novgorod   |
| F       | 21 | Armands Bērziņš        | HK Rīga 2000              |
| F       | 24 | Miķelis Rēdlihs        | Metalurg Zhlobin          |
| F       | 29 | Mārtiņš Karsums        | Providence Bruins         |
| F       | 35 | Aleksandrs Macijevskis | AaB Aalborg               |
| F       | 41 | Raitis Ivanāns         | Los Angeles Kings         |
| F       | 47 | Mārtiņš Cipulis        | Metalurg Zhlobin          |

### Slovenija[8]
- Selektor:  Mats Waltin

| Položaj | #  | Igralec           | Moštvo             |
| ------- | -- | ----------------- | ------------------ |
| GK      | 1  | Andrej Hočevar    | HK Acroni Jesenice |
| GK      | 30 | Gaber Glavič      | HK Acroni Jesenice |
| GK      | 33 | Robert Kristan    | HK Acroni Jesenice |
| D       | 4  | Andrej Tavželj    | HDD ZM Olimpija    |
| D       | 10 | Dejan Varl        | HK Acroni Jesenice |
| D       | 23 | Damjan Dervarič   | HK Acroni Jesenice |
| D       | 27 | Miha Rebolj       | HK Acroni Jesenice |
| D       | 28 | Aleš Kranjc       | HK Acroni Jesenice |
| D       | 37 | Mitja Robar       | HK Acroni Jesenice |
| D       | 51 | Jakob Milovanovič | HC Briancon        |
| D       | 77 | Uroš Vidmar       | HK Acroni Jesenice |
| F       | 9  | Tomaž Razingar    | HC TWK Innsbruck   |
| F       | 11 | Anže Kopitar      | Los Angeles Kings  |
| F       | 12 | David Rodman      | Vienna Capitals    |
| F       | 13 | Rok Pajič         | HC Vrchlabi        |
| F       | 14 | Boris Pretnar     | HK Acroni Jesenice |
| F       | 15 | Egon Murič        | HDD ZM Olimpija    |
| F       | 16 | Aleš Mušič        | HDD ZM Olimpija    |
| F       | 17 | Jurij Goličič     | HK Acroni Jesenice |
| F       | 18 | Gregor Polončič   | HK Acroni Jesenice |
| F       | 22 | Marcel Rodman     | Vienna Capitals    |
| F       | 24 | Anže Terlikar     | HK Acroni Jesenice |
| F       | 81 | Marjan Manfreda   | HK Jesenice Mladi  |
| F       | 84 | Andrej Hebar      | HK Acroni Jesenice |
| F       | 91 | Tomo Hafner       | HK Acroni Jesenice |

## Skupina C

### Finska[9]
- Selektor:  Doug Shedden

| Položaj | #  | Igralec           | Moštvo              |
| ------- | -- | ----------------- | ------------------- |
| GK      | 31 | Karri Rämö        | Tampa Bay Lightning |
| GK      | 32 | Niklas Bäckström  | Minnesota Wild      |
| GK      | 35 | Petri Vehanen     | Lukko Rauma         |
| D       | 4  | Ville Koistinen   | Nashville Predators |
| D       | 6  | Ossi Väänänen     | Djurgårdens IF      |
| D       | 7  | Antti-Jussi Niemi | Frölunda HC         |
| D       | 19 | Mikko Luoma       | HV71                |
| D       | 21 | Janne Niskala     | Milwaukee Admirals  |
| D       | 27 | Mikko Jokela      | Jokerit             |
| D       | 33 | Anssi Salmela     | Tappara             |
| D       | 40 | Sami Lepistö      | Hershey Bears       |
| F       | 8  | Teemu Selänne     | Anaheim Ducks       |
| F       | 9  | Mikko Koivu       | Minnesota Wild      |
| F       | 10 | Esa Pirnes        | Färjestads BK       |
| F       | 11 | Saku Koivu        | Montreal Canadiens  |
| F       | 12 | Olli Jokinen      | Florida Panthers    |
| F       | 15 | Tuomo Ruutu       | Carolina Hurricanes |
| F       | 16 | Ville Peltonen    | Florida Panthers    |
| F       | 18 | Hannes Hyvönen    | Kärpät              |
| F       | 20 | Sean Bergenheim   | New York Islanders  |
| F       | 23 | Riku Hahl         | Timrå IK            |
| F       | 36 | Jussi Jokinen     | Tampa Bay Lightning |
| F       | 37 | Mika Pyörälä      | Timrå IK            |
| F       | 38 | Antti Pihlström   | Milwaukee Admirals  |
| F       | 39 | Niko Kapanen      | Phoenix Coyotes     |

### Slovaška[10]
- Selektor:  Július Šupler

| Položaj | #  | Igralec            | Moštvo                  |
| ------- | -- | ------------------ | ----------------------- |
| GK      | 25 | Ján Lašák          | HC Moeller Pardubice    |
| GK      | 31 | Peter Budaj        | Colorado Avalanche      |
| GK      | 60 | Karol Križan       | Modo Hockey             |
| D       | 7  | Martin Štrbák      | Metallurg Magnitogorsk  |
| D       | 8  | René Vydarený      | HC České Budějovice     |
| D       | 15 | Dominik Graňák     | Färjestads BK           |
| D       | 17 | Ľubomír Višňovský  | Los Angeles Kings       |
| D       | 19 | Tomáš Starosta     | Neftekhimik Nizhnekamsk |
| D       | 23 | Ivan Majeský       | Linköpings HC           |
| D       | 24 | Branislav Mezei    | Florida Panthers        |
| D       | 37 | Peter Podhradský   | Metallurg Novokuznetsk  |
| D       | 44 | Andrej Sekera      | Buffalo Sabres          |
| F       | 9  | Peter Húževka      | HC Dukla Trenčín        |
| F       | 13 | Juraj Kolník       | Genève-Servette HC      |
| F       | 20 | František Skladaný | HC Energie Karlovy Vary |
| F       | 21 | Radovan Somík      | HC Moeller Pardubice    |
| F       | 26 | Tibor Melichárek   | HC Sparta Praha         |
| F       | 27 | Ivan Čiernik       | Kölner Haie             |
| F       | 39 | Róbert Petrovický  | Leksands IF             |
| F       | 41 | Andrej Podkonický  | HC Bílí Tygři Liberec   |
| F       | 47 | Miroslav Kováčik   | Skellefteå AIK          |
| F       | 71 | Juraj Mikuš        | HK 36 Skalica           |
| F       | 72 | Andrej Kollár      | HC Dukla Trenčín        |
| F       | 79 | Peter Fabuš        | HC Lasselsberger Plzeň  |
| F       | 81 | Marcel Hossa       | Phoenix Coyotes         |

### Nemčija[11]
- Selektor:  Uwe Krupp

| Položaj | #  | Igralec            | Moštvo              |
| ------- | -- | ------------------ | ------------------- |
| GK      | 1  | Dimitrij Kotschnew | Iserlohn Roosters   |
| GK      | 32 | Dimitri Pätzold    | Worcester Sharks    |
| GK      | 80 | Robert Müller      | Kölner Haie         |
| D       | 3  | Jason Holland      | ERC Ingolstadt      |
| D       | 5  | Dennis Seidenberg  | Carolina Hurricanes |
| D       | 7  | Chris Schmidt      | Iserlohn Roosters   |
| D       | 8  | Sebastian Osterloh | Frankfurt Lions     |
| D       | 13 | Christoph Schubert | Ottawa Senators     |
| D       | 22 | Michael Bakos      | ERC Ingolstadt      |
| D       | 31 | Andreas Renz       | Kölner Haie         |
| D       | 48 | Frank Hördler      | Eisbären Berlin     |
| D       | 63 | André Reiss        | Hannover Scorpions  |
| F       | 11 | Sven Felski        | Eisbären Berlin     |
| F       | 15 | Stefan Ustorf      | Eisbären Berlin     |
| F       | 16 | Michael Wolf       | Iserlohn Roosters   |
| F       | 19 | Marco Sturm        | Boston Bruins       |
| F       | 21 | John Tripp         | Hamburg Freezers    |
| F       | 24 | André Rankel       | Eisbären Berlin     |
| F       | 33 | Michael Hackert    | Adler Mannheim      |
| F       | 36 | Yannic Seidenberg  | ERC Ingolstadt      |
| F       | 46 | Florian Busch      | Eisbären Berlin     |
| F       | 47 | Christoph Ullmann  | Adler Mannheim      |
| F       | 57 | Marcel Goc         | San Jose Sharks     |
| F       | 72 | Petr Fical         | Sinupret Ice Tigers |
| F       | 87 | Philip Gogulla     | Kölner Haie         |

### Norveška[12]
- Selektor:  Roy Johansen

| Položaj | #  | Igralec               | Moštvo                 |
| ------- | -- | --------------------- | ---------------------- |
| GK      | 30 | Ruben Smith           | Storhamar Dragons      |
| GK      | 33 | Pål Grotnes           | I.K. Comet             |
| GK      | 34 | André Lysenstøen      | Stavanger Oilers       |
| D       | 5  | Juha Kaunismäki       | Stavanger Oilers       |
| D       | 6  | Jonas Holøs           | Sparta Warriors        |
| D       | 7  | Tommy Jakobsen        | Graz 99ers             |
| D       | 16 | Erik Ryman            | AIK Hockey             |
| D       | 17 | Matthias Holmstedt    | I.K. Comet             |
| D       | 23 | Mats Trygg            | Kölner Haie            |
| D       | 24 | Henrik Ødegaard       | Frisk Tigers           |
| D       | 54 | Anders Myrvold        | Vålerenga Ishockey     |
| F       | 8  | Mads Hansen           | Brynäs IF              |
| F       | 9  | Marius Holtet         | Iowa Stars             |
| F       | 10 | Lars Erik Spets       | EV Duisburg Die Füchse |
| F       | 18 | Eirik Skadsdammen     | Storhamar Dragons      |
| F       | 19 | Per-Åge Skrøder       | Modo Hockey            |
| F       | 20 | Anders Bastiansen     | Mora IK                |
| F       | 21 | Morten Ask            | EV Duisburg Die Füchse |
| F       | 22 | Martin Røymark        | Sparta Warriors        |
| F       | 26 | Kristian Forsberg     | Storhamar Dragons      |
| F       | 27 | Mats Frøshaug         | Linköpings HC          |
| F       | 28 | Kjell Richard Nygård  | Vålerenga Ishockey     |
| F       | 46 | Mathis Olimb          | Augsburger Panther     |
| F       | 48 | Mats Zuccarello Aasen | Frisk Tigers           |

## Skupina D

### Češka[13]
- Selektor:  Alois Hadamczik

| Položaj | #  | Igralec           | Moštvo                  |
| ------- | -- | ----------------- | ----------------------- |
| GK      | 31 | Adam Svoboda      | HC Slavia Prague        |
| GK      | 33 | Milan Hnilička    | Salavat Yulaev Ufa      |
| GK      | 97 | Marek Pinc        | HC Bílí Tygři Liberec   |
| D       | 3  | Marek Židlický    | Nashville Predators     |
| D       | 4  | Zbyněk Michálek   | Phoenix Coyotes         |
| D       | 15 | Tomáš Kaberle     | Toronto Maple Leafs     |
| D       | 28 | Michal Rozsíval   | New York Rangers        |
| D       | 35 | Jan Hejda         | Columbus Blue Jackets   |
| D       | 36 | Petr Čáslava      | Severstal Cherepovets   |
| D       | 71 | Filip Kuba        | Tampa Bay Lightning     |
| F       | 10 | Martin Erat       | Nashville Predators     |
| F       | 11 | Martin Hanzal     | Phoenix Coyotes         |
| F       | 12 | Aleš Kotalík      | Buffalo Sabres          |
| F       | 13 | Jiří Novotný      | Columbus Blue Jackets   |
| F       | 14 | Tomáš Plekanec    | Montreal Canadiens      |
| F       | 18 | Ladislav Kohn     | HC CSKA Moscow          |
| F       | 17 | Jaroslav Hlinka   | Colorado Avalanche      |
| F       | 19 | Radim Vrbata      | Phoenix Coyotes         |
| F       | 20 | Jakub Klepiš      | HC Slavia Prague        |
| F       | 24 | Zbyněk Irgl       | Lokomotiv Yaroslavl     |
| F       | 26 | Patrik Eliáš      | New Jersey Devils       |
| F       | 34 | Václav Skuhravý   | HC Energie Karlovy Vary |
| F       | 43 | Tomáš Fleischmann | Washington Capitals     |
| F       | 60 | Tomáš Rolinek     | HC Pardubice            |
| F       | 64 | David Krejčí      | Boston Bruins           |

### Danska[14]
- Selektor:  Mike Sirant

| Položaj | #  | Igralec               | Moštvo               |
| ------- | -- | --------------------- | -------------------- |
| GK      | 1  | Simon Nielsen         | Rødovre Mighty Bulls |
| GK      | 30 | Patrick Galbraith     | SønderjyskE          |
| GK      | 31 | Peter Hirsch          | AaB Aalborg          |
| D       | 2  | Mads Schaarup         | SønderjyskE          |
| D       | 4  | Mads Bødker           | Rögle BK             |
| D       | 5  | Daniel Nielsen        | Leksands IF          |
| D       | 6  | Stefan Lassen         | Herning Blue Fox     |
| D       | 7  | Jesper Damgaard       | Rødovre Mighty Bulls |
| D       | 9  | Kasper Degn           | Nordsjælland Cobras  |
| D       | 14 | Mads Christensen      | Herning Blue Fox     |
| D       | 25 | Andreas Andreasen     | Esbjerg              |
| D       | 26 | Morten Dahlmann       | Herlev Hornets       |
| F       | 10 | Bo Nordby Tranholm    | AaB Aalborg          |
| F       | 11 | Kim Lykkeskov         | SønderjyskE          |
| F       | 13 | Morten Green          | Leksands IF          |
| F       | 16 | Christoffer Kjærgaard | Herning Blue Fox     |
| F       | 17 | Jannik Hansen         | Manitoba Moose       |
| F       | 18 | Mads Christensen      | Herning Blue Fox     |
| F       | 19 | Kim Staal             | Linköpings HC        |
| F       | 20 | Lars Eller            | Frölunda HC          |
| F       | 21 | Thor Dresler          | Odense Bulldogs      |
| F       | 24 | Rasmus Olsen          | AaB Aalborg          |
| F       | 29 | Morten Madsen         | Houston Aeros        |
| F       | 32 | Nichlas Hardt         | Tappara              |
| F       | 93 | Peter Regin           | Timrå IK             |

### Italija[15]
- Selektor:  Fabio Polloni,  Michel Goulet

| Položaj | #  | Igralec              | Moštvo                  |
| ------- | -- | -------------------- | ----------------------- |
| GK      | 1  | Adam Russo           | HC Bolzano              |
| GK      | 35 | Thomas Tragust       | SHC Fassa               |
| GK      | 73 | Günther Hell         | Alleghe Hockey          |
| D       | 3  | Carter Trevisani     | HC Junior Milano Vipers |
| D       | 6  | Michele Strazzabosco | HC Junior Milano Vipers |
| D       | 7  | Armin Hofer          | HC Val Pusteria         |
| D       | 12 | André Signoretti     | Herning IK              |
| D       | 14 | Carlo Lorenzi        | Alleghe Hockey          |
| D       | 25 | Andreas Lutz         | SG Pontebba             |
| D       | 26 | Armin Helfer         | HC TWK Innsbruck        |
| D       | 50 | Christian Borgatello | HC Bolzano              |
| F       | 8  | Marco Insam          | HC Junior Milano Vipers |
| F       | 9  | Giorgio De Bettin    | SG Cortina              |
| F       | 10 | Giulio Scandella     | HC Junior Milano Vipers |
| F       | 11 | Roland Ramoser       | HC Bolzano              |
| F       | 16 | John Parco           | A. S. Asiago Hockey     |
| F       | 17 | Pat Iannone          | HC Junior Milano Vipers |
| F       | 18 | Paolo Bustreo        | Ritten Sport            |
| F       | 22 | Stefano Margoni      | SG Pontebba             |
| F       | 24 | Mario Chitarroni     | Alleghe Hockey          |
| F       | 26 | Manuel de Toni       | Alleghe Hockey          |
| F       | 34 | Jason Cirone         | Flint Generals          |
| F       | 39 | Jonathan Pittis      | HC Bolzano              |
| F       | 71 | Luca Ansoldi         | HC Bolzano              |
| F       | 87 | Nicola Fontanive     | Alleghe Hockey          |

### Rusija[16]
- Selektor:  Vjačeslav Bikov

| Položaj | #  | Igralec              | Moštvo               |
| ------- | -- | -------------------- | -------------------- |
| GK      | 20 | Jevgenij Nabokov     | San Jose Sharks      |
| GK      | 30 | Aleksander Jeremenko | Salavat Julajev Ufa  |
| GK      | 35 | Mihail Birjukov      | HC MVD Moscow Oblast |
| D       | 5  | Ilja Nikulin         | Ak Bars Kazan        |
| D       | 6  | Dmitri Vorobiev      | Lada Togliatti       |
| D       | 7  | Dmitri Kalinin       | Buffalo Sabres       |
| D       | 22 | Konstantin Kornejev  | HK CSKA Moskva       |
| D       | 37 | Denis Grebeškov      | Edmonton Oilers      |
| D       | 45 | Vitali Proškin       | Salavat Julajev Ufa  |
| D       | 51 | Fedor Tjutin         | New York Rangers     |
| D       | 52 | Andrei Markov        | Montreal Canadiens   |
| D       | 55 | Daniil Markov        | HK Dinamo Moskva     |
| F       | 8  | Aleksander Ovečkin   | Washington Capitals  |
| F       | 10 | Sergei Mozjakin      | Atlant Mitišči       |
| F       | 21 | Konstantin Gorovikov | SKA Saint Petersburg |
| F       | 25 | Danis Zaripov        | Ak Bars Kazan        |
| F       | 27 | Aleksei Tereščenko   | Salavat Julajev Ufa  |
| F       | 28 | Aleksander Sjomin    | Washington Capitals  |
| F       | 29 | Sergej Fjodorov      | Washington Capitals  |
| F       | 33 | Maksim Sušinski      | SKA Saint Petersburg |
| F       | 42 | Sergei Zinovjev      | Ak Bars Kazan        |
| F       | 47 | Aleksander Radulov   | Nashville Predators  |
| F       | 61 | Maksim Afinogenov    | Buffalo Sabres       |
| F       | 71 | Ilja Kovalčuk        | Atlanta Thrashers    |
| F       | 95 | Aleksei Morozov      | Ak Bars Kazan        |